# Шерсон, Алисия
Алисия Шерсон (исп. Alicia Scherson, 1974, Сантьяго) — чилийский кинорежиссёр, сценарист, продюсер.

## Биография
Начинала с короткометражных лент. Первый полнометражный фильм Игра (2005) принес ей международную известность и несколько престижных премий.

## Фильмография
- 2005: Игра/ Play (премия Независимая камера МКФ в Карловых Варах, премия Глаубера Роши на Монреальском МКФ, премия МКФ Трайбека лучшему молодому режиссёру)
- 2008: Путешествующие/ Turistas (специальная премия жюри на МКФ в Сиэтле)
- 2013: Будущее/ El futuro (по книге Роберто Боланьо Маленький роман из жизни отбросов общества)